# Phil Bosmans
Phil Bosmans (1. července 1922 Gruitrode, provincie Limburg – 17. ledna 2012 Mortsel v provincii Antverpy) byl belgický katolický řeholní kněz, humanitární pracovník a autor duchovních spisů.
Bosmans se narodil jako Vlám a strávil většinu svého mládí v Genku v belgické provincii Limburg. V roce 1941 vstoupil do řádu Montfortanů (SMM) v Rotselaaru. Tam zůstal až do konce druhé světové války a v roce 1945 se přestěhoval do Oirschotu v Nizozemsku. Tam v březnu 1948 obdržel kněžské svěcení.
Bosmans žil od roku 1957 v malém klášteře montfortánů nedaleko Antverp. V roce 1959 založil charitativní organizaci „Bond zonder naam“ (Sdružení bez názvu), jež přes hranice států konala mnoho sociálních iniciativ. Založil dílnu Werkhuis M.I.N. (Dílna Lidé v nouzi), první sociální dílnu v Belgii pro bývalé vězně a muže bez dávek v nezaměstnanosti. V roce 1969 byla zřízena Opravna M.I.N. opravna, bezplatná služba pro staré, nemocné a zdravotně postižené. V roce 1973 byl otevřen Hotel MIN, ubytovací zařízení pro bývalé vězně. V roce 1990 bylo slavnostně otevřeno centrum De Stobbe, bývalá klášterní budova přeměněná na charitativní penzion pro ženy s více dětmi. Bosmans tak získal díky své práci přezdívku „moderní František“. V roce 1991 rezignoval na funkci předsedy Sdružení bez názvu. Jeho nástupcem se stal Frans Van Oudenhove. V roce 1988 vznikla německá pobočka této organizace, která má sídlo ve Freiburgu im Breisgau, další Sdružení bez názvu fungují také v Nizozemsku a Chorvatsku.
V roce 1972 vyšla Bosmansova kniha „Menslief, ik hou van je“ . S 800 000 výtisky se stala jeho nejprodávanější knihou ve Flandrech. V Německu vyšla pod názvem Vergiß die Freude nicht (Nezapomeň na radost) poprvé v roce 1976 a prodalo se zde celkem dva miliony výtisků. Bosmans také publikoval práce v esperantu.
V prosinci 1993 měli Bosmans autonehodu, pravděpodobně způsobenou drobnou mrtvicí. V únoru 1994 následovala těžká mrtvice, která vyústila v několikaměsíční hospitalizaci. Od té doby byly jeho pravé končetiny ochrnuty.
V roce 2009 byl jmenován důstojníkem belgického Řádu koruny. Za své zásluhy získal také Visser Neerlandiaprijs (1968 a 1991) a Cenu vlámského společenství (1991).